# Aisne (přítok Oise)
Aisne je řeka na severu Francie (Hauts-de-France, Grand Est). Její celková délka je přibližně 280 km. Plocha povodí měří přibližně 7700 km².

## Průběh toku
Protéká rovinami Pařížské nížiny. Ústí zleva do Oise (povodí Seiny).

## Vodní režim
Průměrný průtok vody činí přibližně 60 m³/s.

## Využití
Vodní doprava je možná v délce 116 km, kde je řeka regulovaná jezy se zdymadly. Je spojená vodními kanály s řekami Marnou a Mázou. Leží na ní město Soissons.